# チシマイワブキ
チシマイワブキ（千島岩蕗、学名：Micranthes punctata）は、ユキノシタ科チシマイワブキ属の多年草。以前はユキノシタ属（Saxifraga ）とされていたが、分子系統解析の結果からユキノシタ属の数種とともに、チシマイワブキ属（Micranthes ）に分割された。

## 特徴、分布等
草丈は5-25cm、葉は腎円形で縁は山形に鋸歯状になっている。花の直径は6-8mmでおしべが10本ある。長楕円形の花弁が5-6枚ほどあり、色は白が多いが、まれに赤紫色のものもある。開花時期は7月頃。
北海道、千島列島、樺太、カムチャツカ半島などに分布し、高山地帯の湿った岩礫地や、雪が遅くまで残る雪田周辺などに自生する。主な国内自生地は利尻山や大雪山など。

## 保全状況評価
絶滅危惧IB類 (EN)（環境省レッドリスト）
（2012年環境省レッドリスト）